# Oscar Terlinden
Oscar Jean Antoine Marie Terlinden (né à Gand, en Belgique, le 25 mars 1853 et mort à Ixelles, en Belgique, le 26 février 1916) est un officier de l'armée belge connu comme aide de camp de Philippe, comte de Flandre, et comme gouverneur du prince Baudouin de Belgique.

## Biographie
Il est le second fils de Charles Terlinden, président de chambre à la Cour d'appel de Bruxelles et de Marie Blancquaert. Il est issu d'une famille de la noblesse belge originaire de Rheinberg, au nord de Düsseldorf en Allemagne, établie à Anvers à la fin du XVIe siècle puis à Alost au début du XVIIe siècle. Il naît à Gand le 25 mars 1853.
Admis à l'École royale militaire le 29 novembre 1870 (36e promotion), dont il sort premier, il est définitivement admis dans l'artillerie le 13 mars 1875. Excellent cavalier, il dispense durant trois ans des cours à l'école d'équitation.
Le roi Léopold II le nomme le 14 décembre 1880 officier d'ordonnance du comte de Flandre. Il devient dès lors gouverneur du prince Baudouin, auquel il enseigne l'équitation, puis son officier d'ordonnance de 1888 à la mort du jeune prince en 1891.
Après la mort du prince Baudouin, il continue à servir la famille royale : aide de camp du comte de Flandre (1904-1905), chevalier d'honneur de la comtesse de Flandre (1905-1912), puis écuyer d'honneur de la reine Élisabeth.
Célibataire, il meurt à Ixelles le 26 février 1916.

## Honneurs
- Commandeur de l'ordre de Léopold (Belgique).
- Grand-croix de l'Ordre de Saint-Michel (Bavière).
- Commandeur de l'Ordre du Mérite militaire (Bavière).
- Chevalier de la Légion d'Honneur de France.
- Croix d'honneur de 2e classe de l'ordre royal de la maison de Hohenzollern.
- Grand-croix de l'Ordre de la Couronne (Prusse).
- Officier de l'ordre de l'Aigle rouge (Prusse).
- Grand-croix de l'ordre de la Couronne (Roumanie).
- Chevalier de l'ordre de la maison ernestine de Saxe.
- Commandeur de l'Ordre royal d'Albert le Valeureux roi de Saxonie (Saxe).